# ハロウズ・ダーツ
ハロウズ・ダーツ (Harrows Darts) は、ダーツ用品に関するデザイン、生産、販売を手がけるイギリスの企業である。
1973年、イギリス (イングランド) のハートフォードシャー、ホッズダン (Hoddesdon) に設立された。

## Team Harrows

### 所属プレイヤー
ハロウズが、スポンサーとなっているプレイヤー。
- エリック・ブリストウ
- ウェイン・マードゥル
- マーク・ダッドゥブリッジ

## 製品
Team Harrowsに所属するプロフェッショナル・プレイヤーと同じダーツの他、最高点が240点になるダーツボード"Quadro 240"や、日本のソフトティップ・ダーツ・プレイヤーにも有名なバレル"Assassin"など、様々な面で話題となる製品を販売している。
スポーツ用品のパッケージやカタログには、その企業がスポンサーとなっているトップ・プレイヤーの写真をパッケージに用いることがあるが、ハロウズの場合、現在第一線で活躍しているウェイン・マードゥルなどを用いるよりも、頂点は狙えなくなったものの、ダーツを今日のように人気スポーツにした伝説的プレイヤーのエリック・ブリストウを、最も大きく用いている。
日本でも手軽に購入できるが、販売価格は、本国のイギリスに比べると、割高である。